# Eishockey-Eredivisie (Belgien) 2004/05
Die Saison 2004/05 war die 85. Spielzeit der Eredivisie, der höchsten belgischen Eishockeyspielklasse. Meister wurden zum ersten Mal in der Vereinsgeschichte überhaupt die Chiefs Leuven. 

## Modus
In der Hauptrunde absolvierten die vier Mannschaften jeweils sechs Spiele. Alle vier Mannschaften qualifizierten sich für die Playoffs, in denen der Meister ausgespielt wurde. Für einen Sieg nach regulärer Spielzeit erhielt jede Mannschaft drei Punkte, für einen Sieg nach Overtime gab es zwei Punkte, bei einer Niederlage nach Overtime gab es einen Punkt und bei einer Niederlage nach regulärer Spielzeit null Punkte.

## Hauptrunde

### Tabelle
|    | Klub                      | Sp | S | OTS | OTN | N | T  | GT | Punkte |
| -- | ------------------------- | -- | - | --- | --- | - | -- | -- | ------ |
| 1. | Olympia Heist op den Berg | 6  | 3 | 1   | 0   | 2 | 23 | 15 | 11     |
| 2. | White Caps Turnhout       | 6  | 3 | 0   | 1   | 2 | 17 | 21 | 10     |
| 3. | Phantoms Deurne           | 6  | 3 | 0   | 0   | 3 | 22 | 21 | 9      |
| 4. | Chiefs Leuven             | 6  | 2 | 0   | 0   | 4 | 16 | 21 | 6      |

Sp = Spiele, S = Siege, OTS = Siege nach Overtime, OTN = Niederlagen nach Overtime, N = Niederlagen

## Playoffs
|  | Halbfinale                | Halbfinale    |                   |  | Finale | Finale |
|  |                           |               |                   |  |        |        |
|  | Phantoms Deurne           | 0             |                   |  |        |        |
|  | White Caps Turnhout       | 2             |                   |  |        |        |
|  |                           |               |                   |  |        |        |
|  |                           |               |                   |  |        |        |
|  | White Caps Turnhout       | 2             |                   |  |        |        |
|  |                           | Chiefs Leuven | 3                 |  |        |        |
|  |                           |               |                   |  |        |        |
|  | Spiel um Platz drei       |               |                   |  |        |        |
|  |                           |               | nicht ausgespielt |  |        |        |
|  | Olympia Heist op den Berg | 0             |                   |  |        |        |
|  | Chiefs Leuven             | 2             |                   |  |        |        |